# Burići (Kanfanar)
Pour les articles homonymes, voir Burići.
Burići (en italien : Burici) est une localité de Croatie située en Istrie, dans la municipalité de Kanfanar, dans le comitat d'Istrie. En 2001, la localité comptait 81 habitants.

## Démographie
| 1948 | 1953 | 1961 | 1971 | 1981 | 1991 | 2001 |
| ---- | ---- | ---- | ---- | ---- | ---- | ---- |
| 144  | 154  | 164  | 132  | 106  | 93   | 81   |